# Оберофицер
Оберофицер (от на немски: Oberoffizier) е наименование на младшите офицерски чинове в някои армии, използвано в миналото (17-20 век).

## Руска армия
В Руската армия званието оберофицер се използва за армията и флота до 1917 година, като съответства на званията от прапорщик/корнет до капитан/ротмистър включително. По отношение на длъжността си, оберофицерите са били част от командния състав на ротата. Обръщението към оберофицерите е „Ваше благородие“.